# Ezechiel Eckhardt

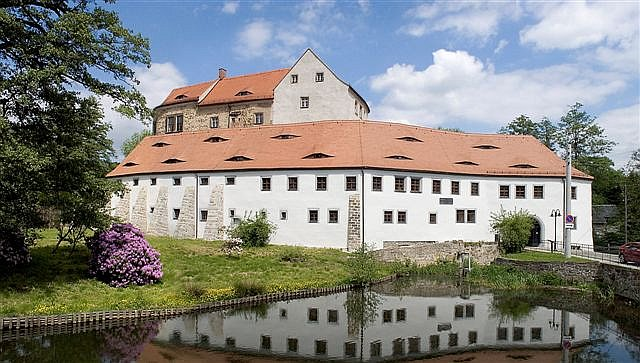
Schloss Klippenstein

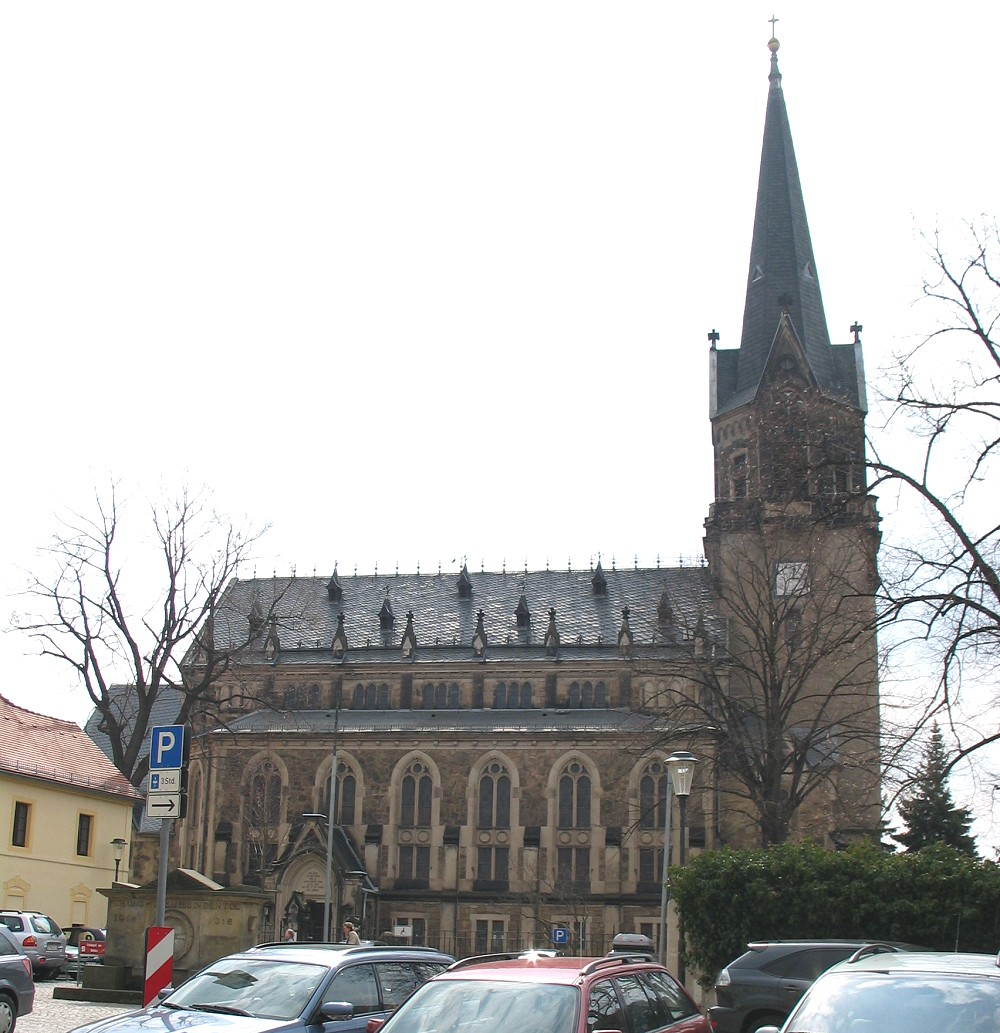
Friedenskirche Kötzschenbroda

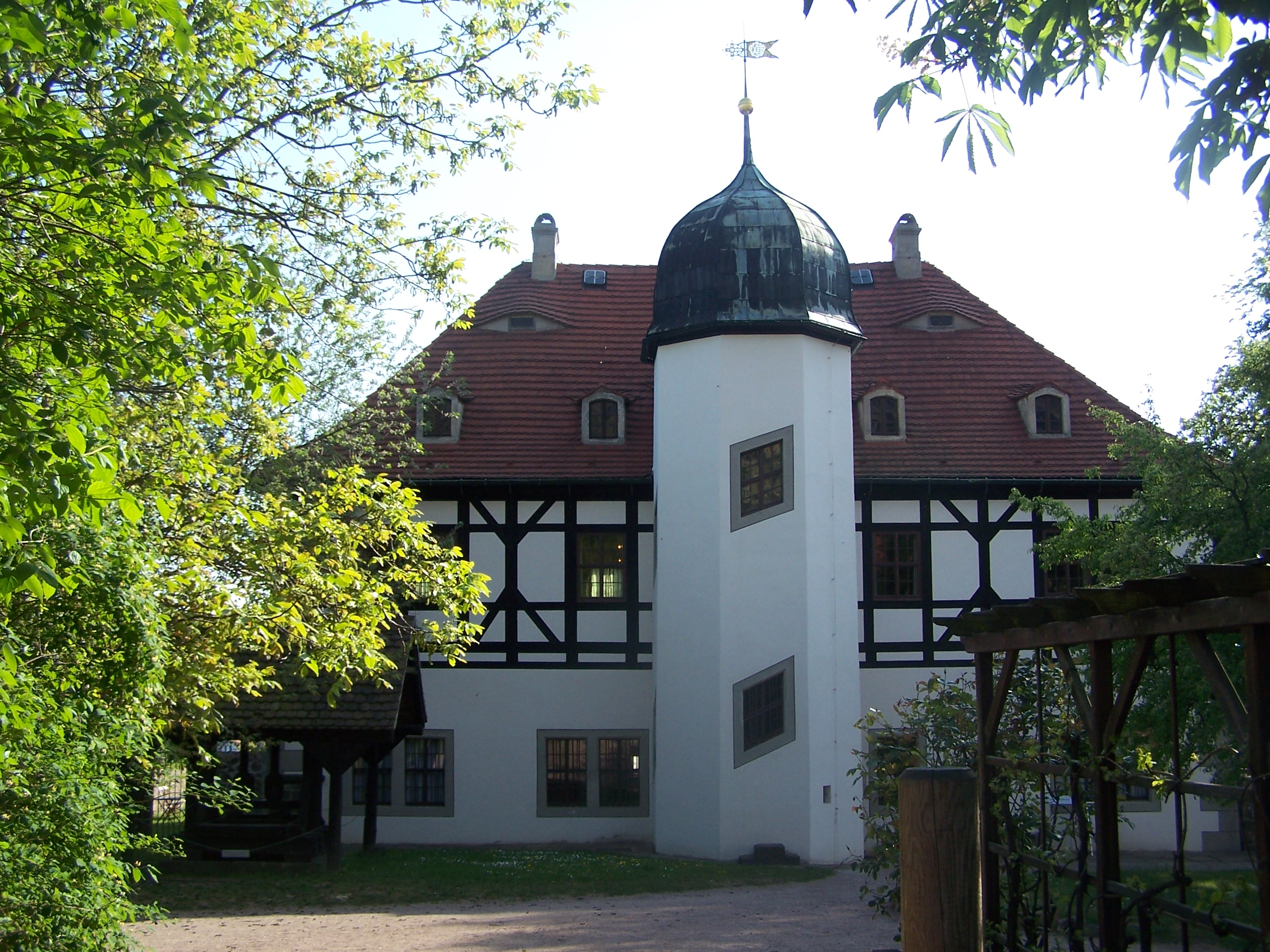
Schloss Hoflößnitz

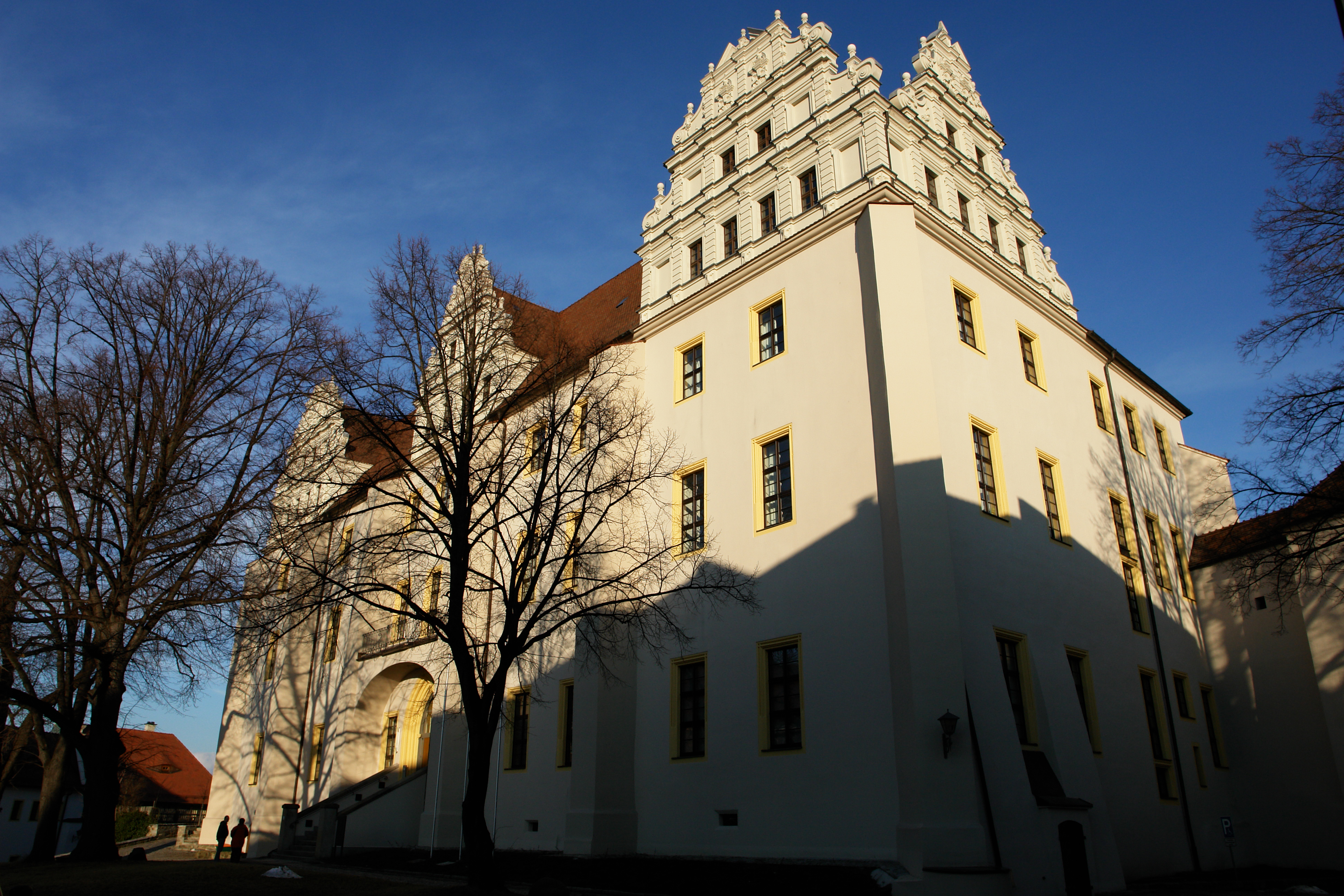
Ortenburg

Ezechiel Eckhardt, auch Ezechiel Eckardt oder Ezechiel Eckhart (* 24. Februar 1595 (getauft) in Freiberg; † nach 1673), war ein sächsischer Baumeister und Steinmetzmeister.

## Leben und Wirken
Der Baumeister stammte aus einer sächsischen Steinmetz- und Baumeisterfamilie. Sein Vater war Hieronymus Eckhardt der Jüngere, († 1624). 1623 zog Ezechiel Eckhardt nach Dresden und erwarb hier das Bürgerrecht.
1628 gestaltete Eckhardt das Schloss Klippenstein in Radeberg um.
Ab 1637, dem Jahr ihrer Zerstörung im Dreißigjährigen Krieg, baute er die Friedenskirche in Kötzschenbroda wieder auf, zu deren Gemeindemitgliedern der Kurfürst Johann Georg I. gehörte, wenn er sich in der Lößnitz aufhielt.
1648/1650 baute der Landbaumeister Eckhardt für den sächsischen Kurfürsten Johann Georg I. in dessen Lößnitz-Weingut neben das bestehende Presshaus das Berg- und Lusthaus Hoflößnitz im Stil des Manierismus, im Obergeschoss mit einem Festsaal, dessen Decke von dem niederländischen Maler Albert Eckhout mit 80 Gemälden exotischer Vögel ausgeschmückt wurde.
1653 war er am Jagdschloss Grillenburg bei Tharandt tätig.
In der zweiten Hälfte des 17. Jahrhunderts gestaltete Eckhardt in der Ortenburg in Bautzen den Audienzsaal mit einer reichen, einst farbigen Stuckdecke (1662), die Szenen aus der Geschichte der Oberlausitz zeigen.